# 渡部優衣
渡部優衣（1988年12月4日—）是日本的女性聲優、藝人、歌手，dandelion所屬。大阪府箕面市出身。身高167cm。血型A型。

## 經歷
2008年進入JTB Entertainment Academy（東京校第2期）。2009年8月加入女性偶像團體「星之乙女歌劇團」。
2010年4月自養成所畢業並加入JTB娛樂。同年10月擔任東京晴空塔吉祥物角色「小索拉卡拉」的聲音演出。
2016年8月轉屬dandelion。

## 人物
為主場位於大阪的日本職棒球隊阪神虎的球迷，興趣是「考慮阪神虎的打線順序」。和東京養樂多燕子球迷的松嵜麗是會彼此互稱「燕！」、「阪神！」的好友。
與同個事務所的山口立花子交情很好。

## 演出作品
※粗體字為主要角色。

### 電視動畫
2011年
- 30歲的保健體育（馬卡龍）
- 迴轉企鵝罐（伊空雲雀）

2012年
- 大尾小岡（兔子）
- 庭球社（押本百合[4]）

2013年
- 前進吧！登山少女（登山客A）
- 樂高神獸傳奇（無敵獅）
- 血型小將ABO
- 庭球社 2期（押本百合）
- 我要成為世界最強偶像（沙里菜）
- 庭球社 3期（押本百合）

2014年
- 未確認進行式（夜之森茜[5]）
- 超地下偶像（赤繪）
- 女友伴身邊（上條瑠衣）

2015年
- WASIMO（鈴子）
- 黏黏糊糊！！角質君2期（ニュルにゃん）
- 庭球社 4期（押本百合[6]）
- 我是高宮茄乃！ 〜庭球社外傳〜（押本百合[7]）
- Pripara（白玉蜜柑[8]）
- 百萬偶像（桃菜[9]）
- 庭球社 5期（押本百合）
- 庭球社 6期（押本百合）
- 輕鬆百合 3☆High！（南野翼）

2016年
- 莉露莉露妖精～妖精之門～（優啦啦、カブト、クワ、茸茸、蜜露露、橙色帽子的魔女）
- 這個美術社大有問題！（廣播）
- 庭球社 8期（押本百合）
- 長騎美眉（倉田惠美）

2018年
- 賽馬娘Pretty Derby（勝利獎券）

2019年
- 八月的棒球甜心（新田美奈子）

### 劇場版動畫
2014年
- 偶像大師 劇場版 前往光輝的另一端！（橫山奈緒[10]）

2015年
- 跳出星光樂園 大家的目標！偶像☆大賽（白玉蜜柑）

2016年
- 星光樂園 大家的憧憬♪ 去吧☆星光巴黎（白玉蜜柑）

2018年
- 劇場版 星光樂園&星夢頻道～閃耀紀念LIVE～（白玉蜜柑）

2025年
- 偶像學園×星光樂園 THE MOVIE -相遇的奇蹟！-（白玉蜜柑[11]）
- 越轍前行（グロース[12]）

### OVA
2011年
- Spelunker先生（渡部）

### 遊戲
2010年
- 驚鴻騎士傑克斯（津賀祐二的弟弟）
- 粉紅鐘聲Continue（健太）

2011年
- 萌萌轉蛋（上條瑠衣）

2012年
- 女友伴身邊（上條瑠衣[13]）

2013年
- 偶像大師 百萬人演唱會！（橫山奈緒[14]）

2014年
- 偶像大師：全力以赴（橫山奈緒）※DLC追加角色[15]
- 巫女之社（住吉紘華[16]）

2015年
- SHOOTING GIRL（B&T APC9 SMG[17]）

2017年
- 八月的棒球甜心（新田美奈子[18]）
- 偶像大師 百萬人演唱會！劇場時光（橫山奈緒）

2018年
- 皇帝聖印戰記 战争四重奏 (妮娜·尼基塔纳・尼基蒂娜)

### 廣播劇CD
2014年
- PERFECT IDOL THE MOVIE（橫山奈緒）

2015年
- 偶像大師 百萬人演唱會！（橫山奈緒）※第1卷附贈原創CD特別版[19]

2016年
- 長騎美眉（倉田惠美） - 漫畫第7卷特裝版 聲音劇

### 外語配音
- 畫壁（雪蓮）

### 映像商品
- U・N・M・E・I LIVE 初回限定盤特典BD
- THE IDOLM@STER M@STERS OF IDOL WORLD!!2014
- THE IDOLM@STER MILLION LIVE! 1stLIVE HAPPY☆PERFORM@NCE!! Blu-ray Day1（2014年）
- THE IDOLM@STER MILLION LIVE! 2ndLIVE ENJOY H@RMONY!! Live Blu-ray（2015年）[20]
- THE IDOLM@STER M@STER OF IDOL WORLD!!2015 Live Blu-ray（2016年）[21]
- THE IDOLM@STER MILLION LIVE! 3rdLIVE TOUR BELIEVE MY DRE@M!! LIVE Blue-ray（2016年）[22][23][24][25][26]

### 廣播節目
- 楠田亞衣奈、渡部優衣的心情上等↑↑（2014年－，超!A&G+、NICONICO直播）[27]
- 麗&優衣文化放送全壘打廣播！（2015年－，超!A&G+、NICONUCO直播）
- 渡部優衣的虎視豚豚（2016年－，NICONUCO直播、WALLOP）

### 舞台
- 〜沒有地圖的村子〜（2007年4月）飾演 克麗絲
- 友情〜（2008年9月）飾演 淺野直美
- 星之少女歌劇團「櫻花樹下的搗蛋鬼」（2009年9月）飾演 惠
- 星之少女歌劇團「聖夜的搗蛋鬼」（2009年12月）飾演 惠
- 星之少女歌劇團（2010年8月）飾演 靜流
- 星之少女歌劇團「The Song of Songs」（2010年12月）
- 星之少女歌劇團「NO RAIN NO RAINBOW」（2011年，新宿Theatre Moliere）
- 2011 Reeding劇場vol.1 1st（2011年1月15日、16日，劇場KASSAI）
- JTB娛樂「J-VOICE計畫」第2回公演 活讀劇「真夏的奇跡」（2013年8月3日，板橋區立文化會館小禮堂）飾演 高嶋美樹

## 外部連結
- 事務所公開簡歷 （页面存档备份，存于）（日語）
- 渡部優衣官方網站 （页面存档备份，存于）（日語）
- http://ameblo.jp/yui-chupunch/ （页面存档备份，存于）（日語）
- 渡部優衣的X（前Twitter）（日語）
- 渡部優衣的官方Twitter帳戶（日語）